# Eternul feminin (pictură de Cézanne)
Eternul feminin este o pictură în ulei pe pânză din 1877 a pictorului francez postimpresionist Paul Cézanne.
Este o lucrare destul de ambiguă, în care bărbați de mai multe profesii și un artist (despre care se spune că ar fi o reprezentare a lui Eugène Delacroix), care pictează chiar acest tablou, sunt adunați în jurul unui singur personaj feminin.
Aici sunt reprezentate o întreagă gamă de profesii, ocupații și arte: scriitori, avocați și un pictor, posibil Delacroix, în timp ce alții cred că este Cézanne însuși. În reprezentarea despre sine, pictorului îi lipsește gura. Manifestarea feminină este culcată pe un pat cu baldachin în aer liber.
De asemenea, curatorul expoziției din 2016 de la National Gallery „Delacroix and the Rise of Modern Art”, Christopher Riopelle, a sugerat că lucrarea preia configurația geometrică a lucrării Moartea lui Sardanapal (1827) de Eugène Delacroix în sens invers și este ca și cum ar fi fost creată ca răspuns la lucrarea anterioară. Istoricul de artă și curatorul francez Françoise Cachin a propus că originea acestei lucrări se află în lucrarea anterioară a lui Delacroix.
Mai târziu, un comerciant de artă a modificat tabloul pentru a-l face mai vandabil.
Tabloul se află în colecția permanentă a Muzeului J. Paul Getty din Los Angeles.